# Wielki romans
Wielki romans – trzeci album studyjny Waldemara Koconia. Album promuje utwór "Uśmiechnij się mamo".

## Lista utworów
| CD 1: 1. Wielki romans 2. Wędrowcy co przyjdą tu po nas 3. Droga do Mekki 4. Uśmiechnij się mamo 5. Domek z bajki 6. W tańcu zaczyna się miłość |  | CD 2: 1. Pomoże tylko miłość 2. Niech będzie co chce 3. Zardzewiała miłość 4. Nie można inaczej 5. Trzeba tak iść 6. Pewnie masz serce za małe |